# スペースX CRS-7
スペースX CRS-7 (SpX-7)とは、スペースXがNASAとの商業補給サービス契約に基づいて打ち上げた国際宇宙ステーション補給機であり、2015年6月28日にケープカナベラル宇宙基地から打ち上げられた。打ち上げ139秒後に第1段・第2段の分離前に分解し、失敗した。ドラゴン宇宙船としては9機目、商業補給サービスとしては7機目だった。また、打ち上げロケットのファルコン9 v1.1はファルコン9シリーズでは19機目、ファルコン9 v1.1としては14機目だった。

## 打ち上げ

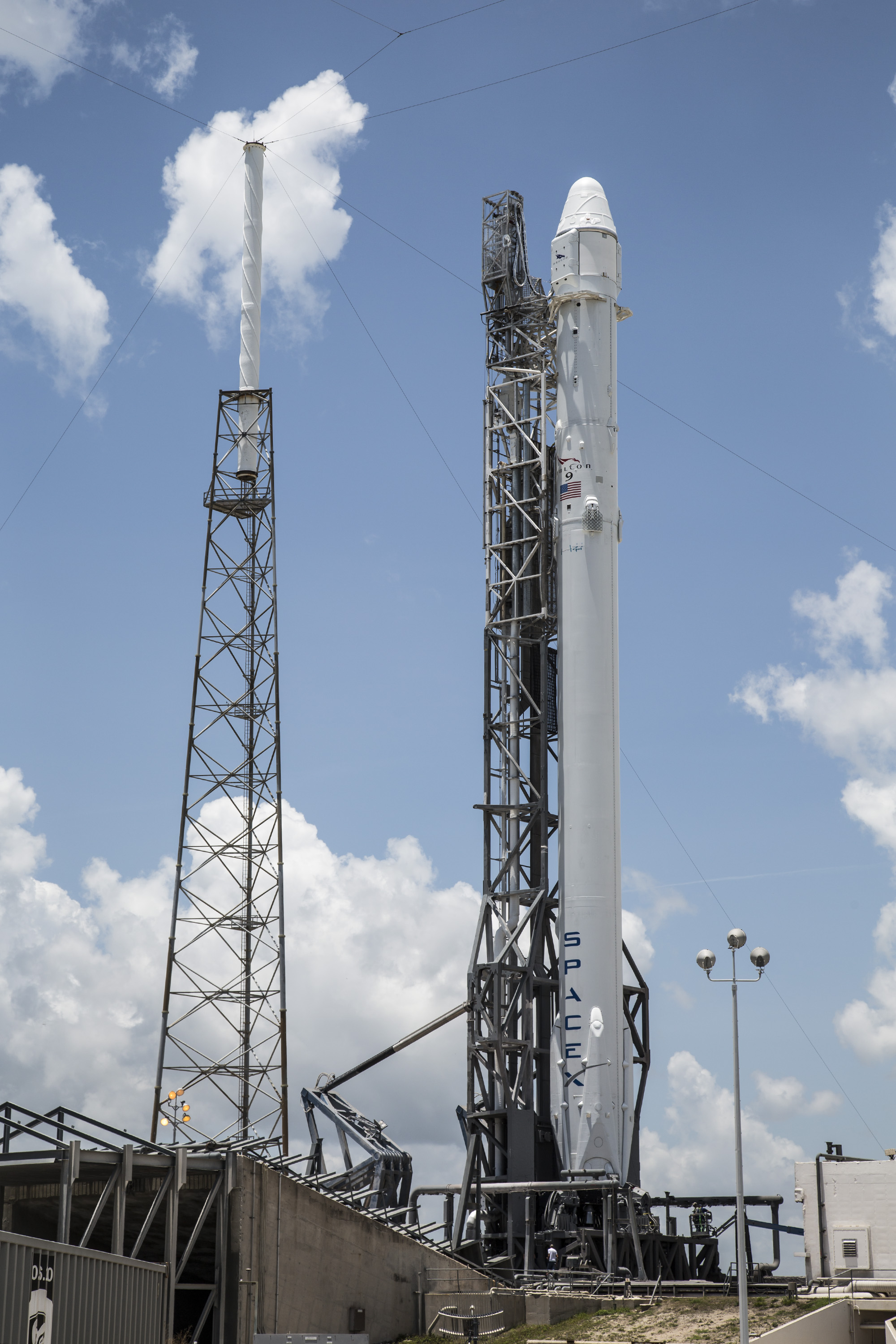
打ち上げに臨むCRS-7

2015年1月の時点で、NASAは打ち上げ予定日を暫定的に6月13日に設定していた。その後、調整の結果6月22日となったが、いったん6月19日に前倒しされ、さらに6月26日に変更された。最終的に、ケープカナベラル宇宙基地第40発射施設から2015年6月28日 14:21:11UTCに打ち上げられることになった。さらに、ファルコン9第1段の第3回着陸試験も行われ、新造された無人船 Of Course I Still Love You に着陸することになっていた (船名はイアン・バンクスの小説 The Player of Games に登場する船にちなむ)。ドラゴン宇宙船は約4,100ポンド (1,900 kg)の物資を搭載し、軌道上に5週間留まった後、同量の廃棄物を積載して大気圏に再突入する予定だった。

### 打ち上げ失敗
打ち上げは、139秒後にファルコン9第2段の液体酸素タンク内圧が急速に失われ、ロケットが白い雲に包まれるまでは正常だった。ロケットは数秒後に分解するまで上昇を続けていた。ドラゴンCRS-7カプセルは爆発したロケットから放出され、海面に落下するまでテレメトリを送信し続けていた。 スペースXの関係者は、パラシュートが展開されていればカプセルを回収できた可能性があると述べたが、カプセル内のソフトウェアはこの状況でパラシュートを展開するようにプログラムされていなかった。このため、カプセルは着水の衝撃で粉砕されたと推定されている。その後の調査で、2段液体酸素タンク内に加圧用高圧ヘリウム容器を固定するストラットが破損したことが原因であると判明した。ヘリウム加圧システムの完全性が損なわれたため、過剰なヘリウムが液体酸素タンク内に放出され、内圧が急上昇して液体酸素タンクが破裂したものと考えられる。
NASAによる独立調査では、ストラット破損の原因は、ストラットのステンレス製アイボルトの材料として、航空宇宙用材料のかわりに、適切なスクリーニングと試験を行うことなく一般工業用材料を選択したという設計ミスによるものであると結論された。

## ペイロード

### 主なペイロード
NASAはスペースXとの間の契約で、CRS-7ミッションの主要ペイロードや打ち上げ日時、ドラゴン宇宙船の軌道要素を取り決めていた。
2013年7月には、CRS-7で国際ドッキングアダプタ IDA-1を国際宇宙ステーションに輸送することが決められた。これは既存の与圧結合アダプタ (具体的にはPMA-2あるいはPMA-3) に取り付けて、既存の APAS-95 ドッキングインターフェースを新しいNASAドッキングシステム (NDS) に変換するものである。これは、将来のアメリカの有人宇宙機をドッキングさせるために用いられる。スペースシャトルの退役以来、アメリカの物資輸送ミッションはドッキングではなく係留で行われてきたが、有人輸送ミッションではドッキングの方が安全上より好ましいためである。

#### ペイロードの詳細
打ち上げ失敗により搭載貨物はすべて失われた。貨物には以下のようなものが含まれていた。
- クルー用物資 — 690 kg (1,520 lb)
  - 宇宙食 92食、生鮮食品キット 2個、特別食キット 2個 (イギリスのティム・ピーク宇宙飛行士のためにイギリスのシェフ ヘストン・ブルーメンソールが調理した特別食[13])
  - クルー規定、管理ツール、運航データファイル
- 実験機材 — 573 kg (1,263 lb)
- コンピュータ類 — 36 kg (79 lb)
- 宇宙ステーション機材 — 462 kg (1,019 lb)
- 船外活動機材 — 167 kg (368 lb)
- ロシアの貨物
  - ロシア区画用トルクレンチ
- 非与圧貨物 — 526 kg (1,160 lb)
  - 国際ドッキングアダプター #1

このミッションでは1,800キログラム (4,000ポンド) 以上の物資および実験機材を輸送することになっており、実験機材の中には先端宇宙科学センターが取りまとめた微小重力環境下での受粉実験やプラスチック製太陽光防御材の評価など、30以上の学生実験プロジェクトなどが含まれていた。前年のアンタレスの爆発事故で失われた千葉工業大学の流星観測カメラシステム「メテオ」予備機も搭載されていたが、2連続で事故に見舞われるという不運となった。
CRS-7にはプロジェクト・サイドキックの一環として、Microsoft HoloLensの改造品も搭載されていた。

## 打ち上げ後の飛行試験計画

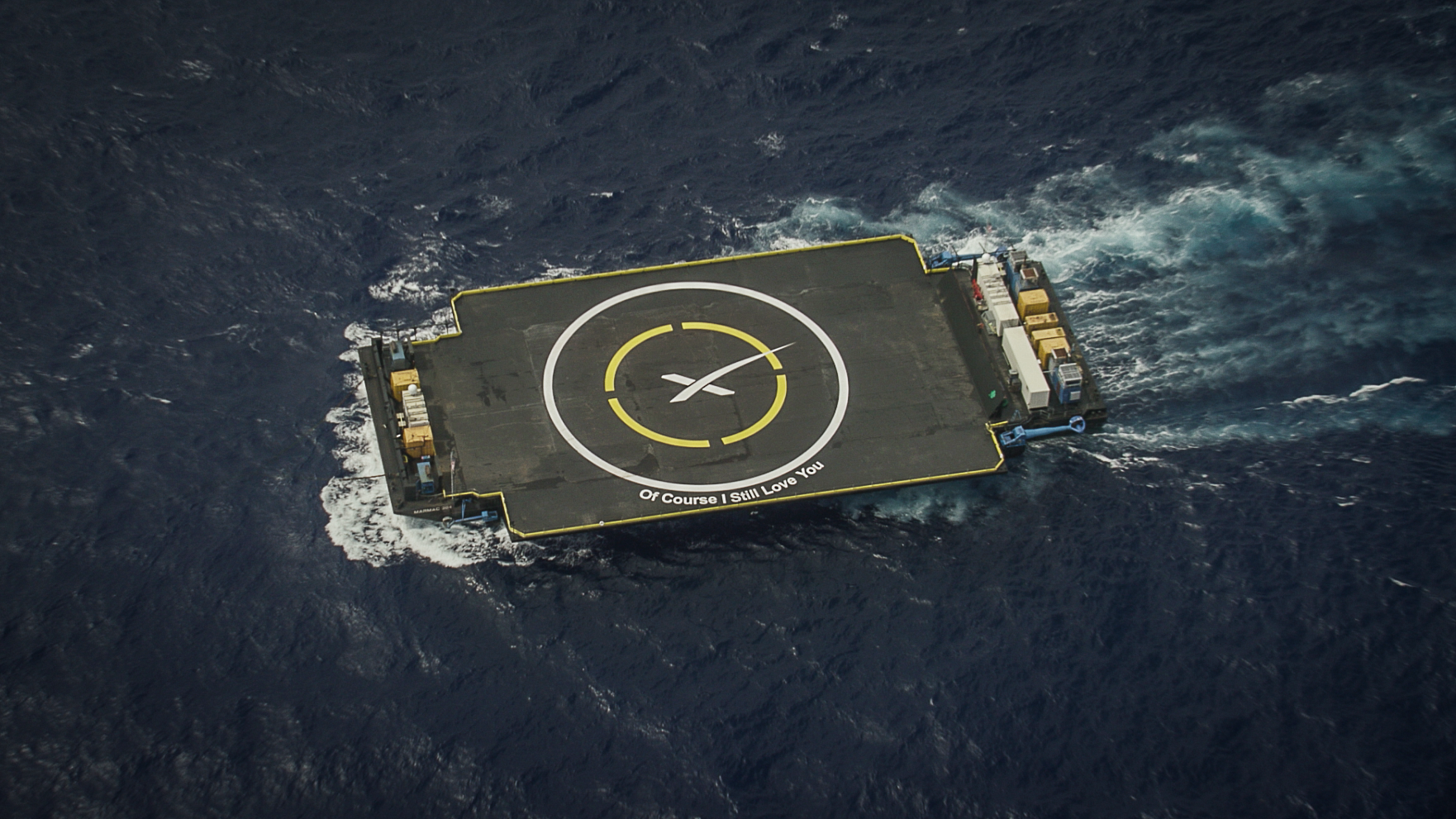
打ち上げ前の着陸台船 Of Course I Still Love You

スペースXは、第2段分離後、ファルコン9第1段を大気圏内で制御して90 x 50メートル (300フィート x 160フィート) の着陸台船に着陸させる実験を行う予定だった。スペースXは着陸台船を自律型宇宙基地ドローン船 (ASDS)と呼んでおり、このミッションでは 「Of Course I Still Love You」号 に着陸させる計画だった。
スペースXは、これに先立つ2015年1月と2015年4月にも着陸実験を行っていたが失敗しており、これが3度目の試みであった。CRS-7に使われたファルコン9には、以前の実験結果を反映してグリッドフィンや着陸脚などに様々な改善が施されていた。